# Хорунжий

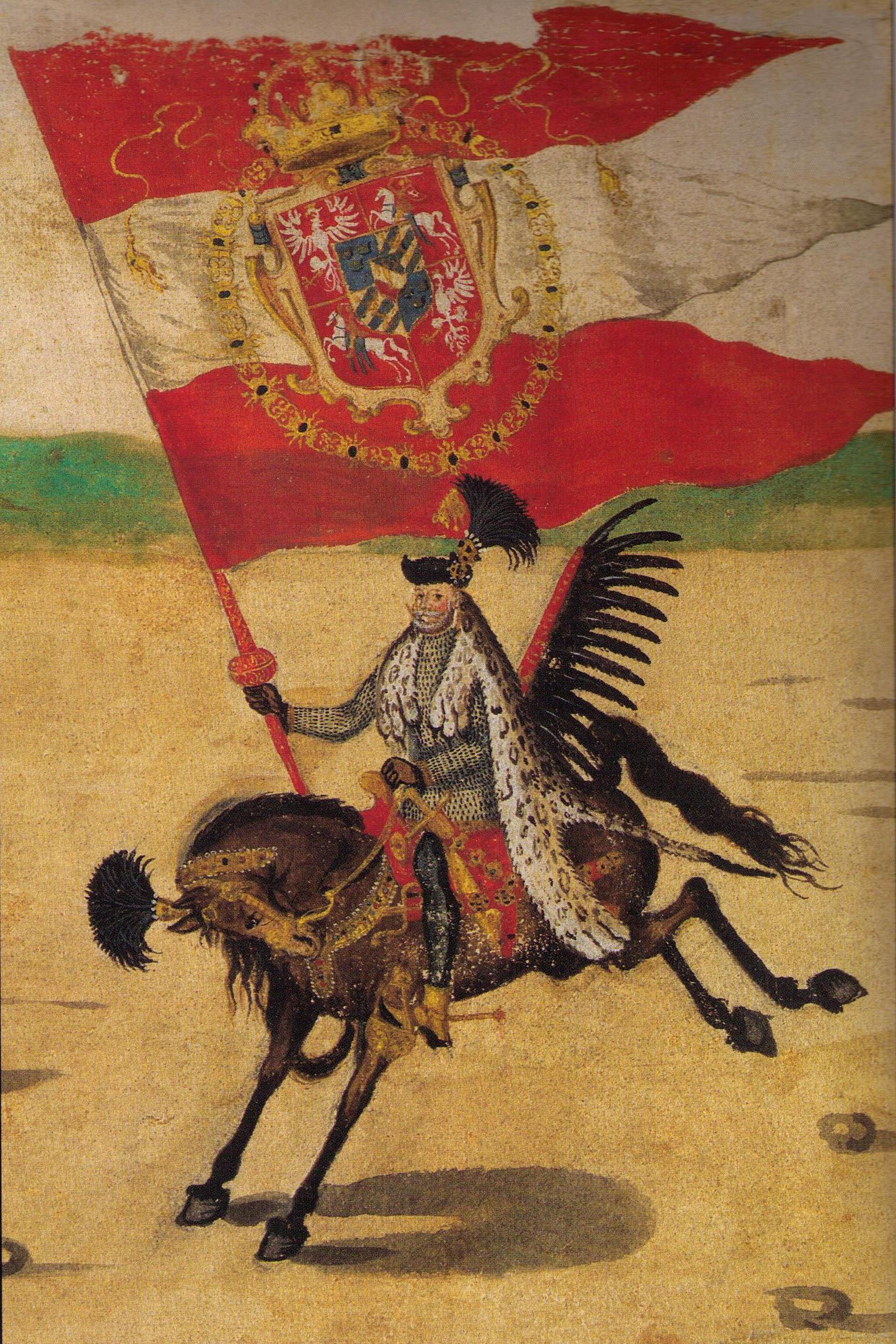
Себастіан Собеський хорунжий великий коронний в 1605

Кокарда і погони армії Української Держави (1918).
10. Погон хорунжого

Хору́нжий (пол. chorąży, лат. vexillifer) — особа, що зберігала й носила прапор, зокрема, Війська Запорозького Низового, який називався корогвою. Також — звання у деяких арміях, зокрема, Армії УНР, УГА, УПА; «уряд» у Королівстві Польському, Великому князівстві Литовському.

## Етимологія
Слово хорунжий запозичене з польської мови (chorąży), у якій походить від chorągiew, що утворилося від прасл. *xorǫgy, звідки також д.-рус. хоругы, хоругъвь, хорюговь («корогва», «хоругва»). Виведення напряму від українського «хоругва» є непереконливе, з огляду на наявність сполучення «ун» (з польського носового).

### Прапороносець
Хорунжий — завідував прапором сотні, на якому зображувалася емблема сотні, переважно християнська. Це могли бути хрест, ангел, ангел-охоронець, архангел Михайло, сонце (Ісус Христос), діва Марія, а також військові атрибути. З 1700-х років прапори стають двосторонніми — на кожній стороні різне зображення. Також на ньому позначалися полк і назва сотні.
У середньовічній Польщі і Литовській державі хорунжим звали лицаря, який носив хоругву своєї землі, сюзерена. У битвах хоругва відігравала значну роль і хорунжих обирали з сильних і мужніх воїнів, здатних захищати і утримувати хоругву до своєї смерті.

### «Уряд» (посада)
Згодом хорунжий був вищим земським урядовцем у повіті (хорунжий повіту), підпорядковувався каштелянові і відповідав за прибуття під його командування шляхти до посполитого рушення. Згідно з сеймовою конституцією 1611 року в Королівстві Польському хорунжий був третім по старшинству земським урядником після підкоморія і старости гродового, у ВКЛ — п'ятий після тіуна, маршалка земського, підкоморія і старости гродового.
У придворних урядах хорунжий великий коронний і хорунжий великий литовський були старшими урядовцями серед тих, що представляли величність і гідність монарха і йшли з правої сторони за королем. Хорунжий коронний з XIV ст. носив велику хоругву королівства при королі під час важливих церемоній: коронаціях, похоронах, складенні васальних присяг. Хорунжий литовський з 1499 виконував аналогічну функцію при великому князі литовському. З часом два уряди стати титулярними.

### Звання
У військових реєстрах ранґ хорунжого вперше появився 1589 року. Його отримував боєць, який носив хоругву. З початку XVIII ст. у європейських арміях хорунжий став найнижчим офіцерським званням.

## Україна

### Козацька доба
За цим зразком створено в XVII столітті ранг хорунжого в козацькому війську й державній адміністрації.

### Військо Запорозьке Низове
У Війську Запорозькому Низовому у XVII—XVIII століттях існували паланкові хорунжі.
Паланковий хорунжий належав до паланкової старшини. Його обов'язком було піклуватись за корогву. А також в час урочистостей носити малу корогву (значок) перед полковником.

### ГетьманщинатаСлобідщина
В XVII—XVIII століттях хорунжі, козацькі старшини, в залежності до якої старшини належали, були генеральні, полкові і сотенні та артилерійські.
Генеральний хоружний належав до генеральної старшини (у слобідських козаків відсутня). Офіційним обов'язком генерального хорунжого була охорона головної хоругви козацького війська. Генеральний хорунжий відав здебільшого військовими справами і певною мірою був ад'ютантом гетьмана, міг виконувати обов'язки наказного гетьмана. Мав провід над відділом надвірного гетьманського війська.
У Гетьманщині в генеральній артилерії служили гарматні хорунжі (хорунжий генеральної артилерії), й був підлеглими генерального обозного і артилерійського осавула.
Полковий хорунжий (інколи по два в полку) належав до полкової старшини. Мав під своїм доглядом полковий прапор та відповідав за полкову музику. Якщо хорунжих було два, то старший доглядав полкову «корогву», а другий — малий прапор, так званий «значок». Мав провід над «хорунжовими» козаками (охорона полковника, та полкової старшини) та значковими товаришами.
Хорунжий полкової артилерії, урядник у полковій артилерії, й був підлеглим полкового обозного і полкового артилерійського осавула.
Сотенний хорунжий належав до сотенної старшини. Здебільшого його посада була подібною до полкового хорунжого.
Полкові хорунжі були також у компанійських полках.
При скасуванні полкового устрою України Російською імперією у другій половині  XVIII століття (Слобідська Україна 1765 рік, Гетьманщина 1783 рік) козацькі старшини отримували цивільні чи військові чини згідно з Табелем про ранги. Полкові хорунжі, як і сотники, дорівнювалися XII класу і мали можливість отримати військовий чин поручика, якщо переходили у новоутворенні імперські полки регулярної армії. Якщо полковий хорунжий не бажав продовжувати військову службу на російський уряд (виходив в «абшінт»), йому надавався цивільний чин губернського секретаря. Якщо полковий хорунжий не брав участі у бойових діях, то йому надавався чин на штабель нижче.
Сотенні хорунжі при переході до імперського війська отримували військовий чин вахмістра; цивільного аналога він не мав, оскільки був нижче Табелю про ранги.

### Військове званняУкраїнських січових стрільців(1914—1918)

Знаки розрізнення хорунжого Українських січових стрільців (1914—1918)

Проміжне між унтер-офіцерами та обер-офіцерами військове звання українських січових стрільців, австро-угорським еквівалентом було військове звання «фенріх» (нім. Fahnrich). Вище за рангом ніж підхорунжий, але нижче за підпоручика.
Українські січові стрільці, українське добровольче національне формування (легіон) у складі австро-угорської армії мало такі ж знаки розрізнення як і інші підрозділи цісарського війська. Звання хоч і мали українську назву, але були порівняні до австро-угорських. Знаки розрізнення були на петлицях (для УСС синього кольору) у вигляді шестипроменевих зірочок та галунів (широкого для штаб-офіцерів, вузького для хорунжого та підхорунжого) . 1915 року був виданий указ щодо використання добровольцями чотирипроменевих зірочок як знаків розрізнення, замість шестипроменевих, також змінювалося їх розташування на петлицях. Але це нововведення не набуло широкого розповсюдження. Наприкінці 1916 року у Австро-Угорській імперії була введена нова форма, для якої не передбачалися кольорові петлиці. Знаки розрізнення кріпилися на комірі мундиру, за ними нашивалися вертикальні кольорові стрічки (для українського легіону жовта та блакитна стрічки).
Знаками розрізнення хорунжого була одна срібляста металева шестипроменева зірочка на петлиці (чи на комірі мундиру). По петлиці йшов вузький золотистий галун.

### Військове звання хорунжогоАрмії УНРтаУкраїнської Держави (Гетьманату)
В українських збройних силах  армії УНР та Української Держави (Гетьманату)  хорунжий — перший обер-офіцерський чин (молодша старшина), що відповідав чину підпоручник чи лейтенант. У армії Української Держави (1918) чин хорунжого був вище за рангом ніж бунчужний, але нижче за значкового. У армії УНР чин хорунжого був нижче за рангом ніж четар (з 30 березня 1920 року поручик), та вище за рангом ніж бунчужний. 24 квітня 1919 року був введений новий чин підхорунжого, який став на одну штабель нижче за хорунжого (між хорунжим та бунчужним).
Знаки розрізнення затверджені в різний час
| Знаки розрізнення |           |           |            |            |            |
| Дата затвердження | 1.04.1918 | 9.09.1919 | 24.04.1919 | 30.07.1919 | 30.03.1920 |

### Військове званняУкраїнської Галицької армії(1919—1920)

Знаки розрізнення хорунжого УГА

Обер-офіцерське (сотенна чи молодша старшина) військове звання в Української Галицької Армії. Вище за рангом ніж булавний, але нижче за четара. Звання хорунжого УГА було еквівалентом молодшого лейтенанта у сучасних Збройних силах України.
Українська Галицька армія (УГА) регулярна армія Західно-Української Народної Республіки (ЗУНР). Знаки розрізнення були введені Державним секретаріатом військових справ (ДСВС) Західної області УНР 22 квітня 1919 року і уявляли собою комбінацію стрічок на рукавах однострою та «зубчатки» на комірах. У хорунжого виглядали як брунатні плетені 6 мм стрічки з розетою на кінці (інша молодша старшина мала золоті стрічки). Стрічка була на підкладці кольору відповідного до роду військ (наприклад синя для піхоти). Зубчатка молодшої старшини (кольору роду військ), розмірами 72×30 мм була обведена золотим 3 мм шнуром.

### Військове звання України (проєкт 2016)

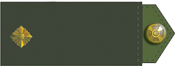
Проєкт знаку розрізнення хорунжого (2016)

5.07.2016 року був затверджений Президентом України «Проєкт однострою та знаки розрізнення Збройних Сил України». В Проєкті серед іншого розглянуті військові звання та знаки розрізнення військовослужбовців. У військовій ієрархії Сухопутних військ та Повітряних сил зникає звання «молодшого лейтенанта», замість цього з'являється звання «хорунжий», яке за кодуванням НАТО належить до рангу OF(D). За знаки розрізнення хорунжі мають по одній чотирипроменевій зірочці на погонах.
Звання хорунжого старше за рангом ніж головний майстер-сержант, але нижче за лейтенанта.
Звання «хорунжий» так і залишилось проєктом. Цей ранг продовжив носити назву «молодший лейтенант».

## Інші країни

### Московія
У війську Московського царства, де не було хоругов європейського типу, хорунжі з'явились лише 1631 р. у найманому в Європі війську — «полках іноземного строю». Офіційно було введено 1722 Петром І.

### Військовий чин козацьких частинРосійської імперії(1798—1917)

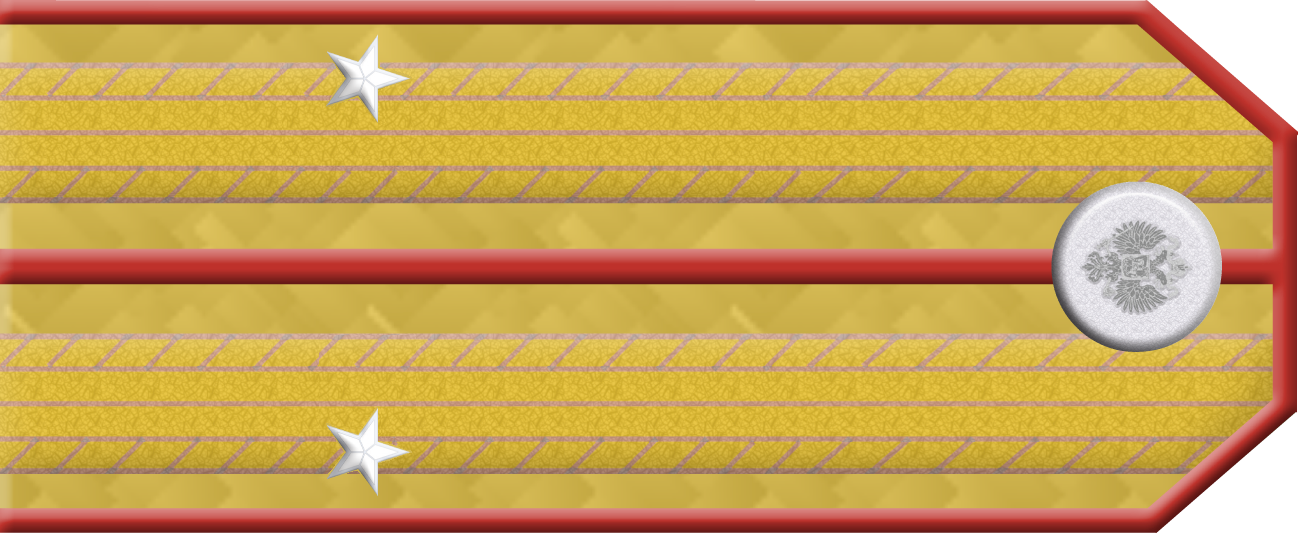
Погон хорунжого Російської імперії

Обер-офіцерський військовий чин в козацьких військах Російської імперії. Згідно Табелі про ранги, спершу належав до XIV класу і був аналогом загальновійськового чину «прапорщик», та «фенріх» (що, до речі, відповідало його назві). З 1884 року чин хорунжого було піднято до XII класу й він став дорівнювати загальновійськовому чину «підпоручик».
Хорунжий був вище за рангом ніж підхорунжий, але нижче за сотника.
16 грудня 1917 року після Жовтневого перевороту декретом радянського керівництва було відмінено чини, звання та титули часів Російської імперії. Але цей чин, ще деякий час використовувався у Білій армії (1917—1921).
Знаками розрізнення хорунжого були погони з одним просвітом. На кожному погоні було по дві п'ятикутні зірочки.

### Збройні сили Польщі
Військове звання Польської армії. В різний час належало як до офіцерського рангу, так і до підофіцерів.
З'явилося у польських військових формуваннях ще до заснування Другої Речі Посполитої у 1918 році. Найменший офіцерський чин в Польському корпусі (1917—1918) Російської армії, дорівнював прапорщику в імперській армії. Мав за знаки розрізнення кут зі срібного галуну на рукаві. Хорунжий у Польському легіоні Австро-угорської армії (1914—1918), ще проміжне військове звання. Австро-угорським еквівалентом було військове звання «фенріх» (нім. Fahnrich). Знаки розрізнення були майже ідентичні до хорунжого УСС.
У 1919—1923 роках було найнижчим офіцерським званням у польській армії. З 1923 року хорунжі були зараховані до підофіцерів (унтер-офіцерів). Військове звання було поновлено у Польської Народної Армії як офіцерське звання (1944—1957). У 1963—2004 роках, хорунжі особливий проміжний клас між унтер-офіцерами та офіцерами, аналогічний прапорщикам СРСР .

Знаки розрізнення хорунжого (1919—1925)
Знаки розрізнення хорунжого (1925—1939)
Знаки розрізнення хорунжого ПВЗ (1925—1939)
Знаки розрізнення хорунжого (1943—1952)
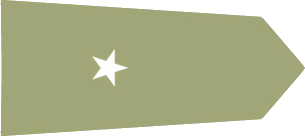
Знаки розрізнення хорунжого (1952—1957)

У 1963 році було введено нове проміжне звання старшого хорунжого. 1967 року добавилися нові звання: молодший хорунжий, штабний хорунжий та старший штабний хорунжий. 1997 року було введено ще одне проміжне звання молодший штабний хорунжий.
З 2004 року в зв'язку з переходом до стандартів НАТО, цей клас був поєднаний з унтер-офіцерами. Самі звання (молодший хорунжий, хорунжий, старший хорунжий) збережені.
Хорунжий в Польських військах
| Знак разрізнення        | Щоденна та парадна форма                          | Щоденна та парадна форма      | Щоденна та парадна форма                         | Щоденна та парадна форма                                              |
| CB                      |                                                   |                               |                                                  |                                                                       |
| ВПС                     |                                                   |                               |                                                  |                                                                       |
| Погон до польової форми |                                                   |                               |                                                  |                                                                       |
| Польова форма Берет     |                                                   |                               |                                                  |                                                                       |
| Звання HATO-код         | Молодший хорунжий (Młodszy chorąży) mł.chor. OP-7 | Хорунжий (Chorąży) chor. OP-8 | Старший хорунжий (Starszy chorąży) st.chor. OP-9 | Старший штабний хорунжий (Starszy chorąży sztabowy) st.chor.szt. OP-9 |

### Галерея

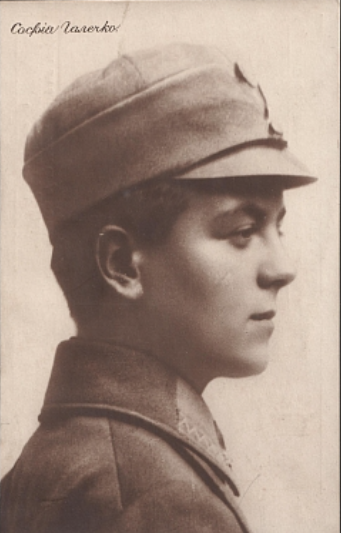
Хорунжий Українських січових стрільців Галечко Софія
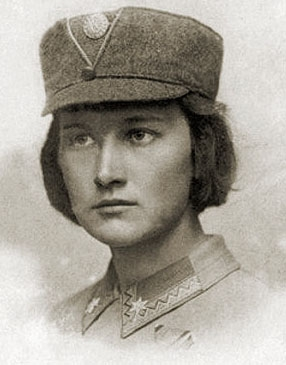
Хорунжий Українських січових стрільців Олена Степанів (1915 рік)
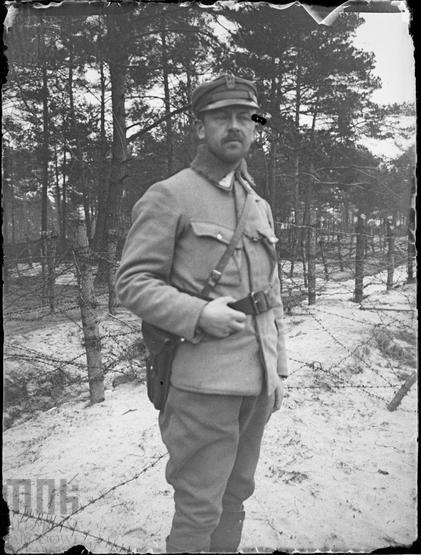
Хорунжий Польського легіону Йозеф Квачіжевський (1916 рік)
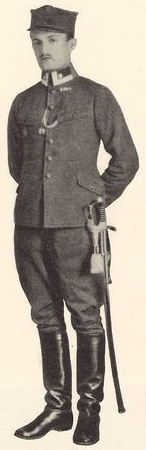
Хорунжий Польського легіону
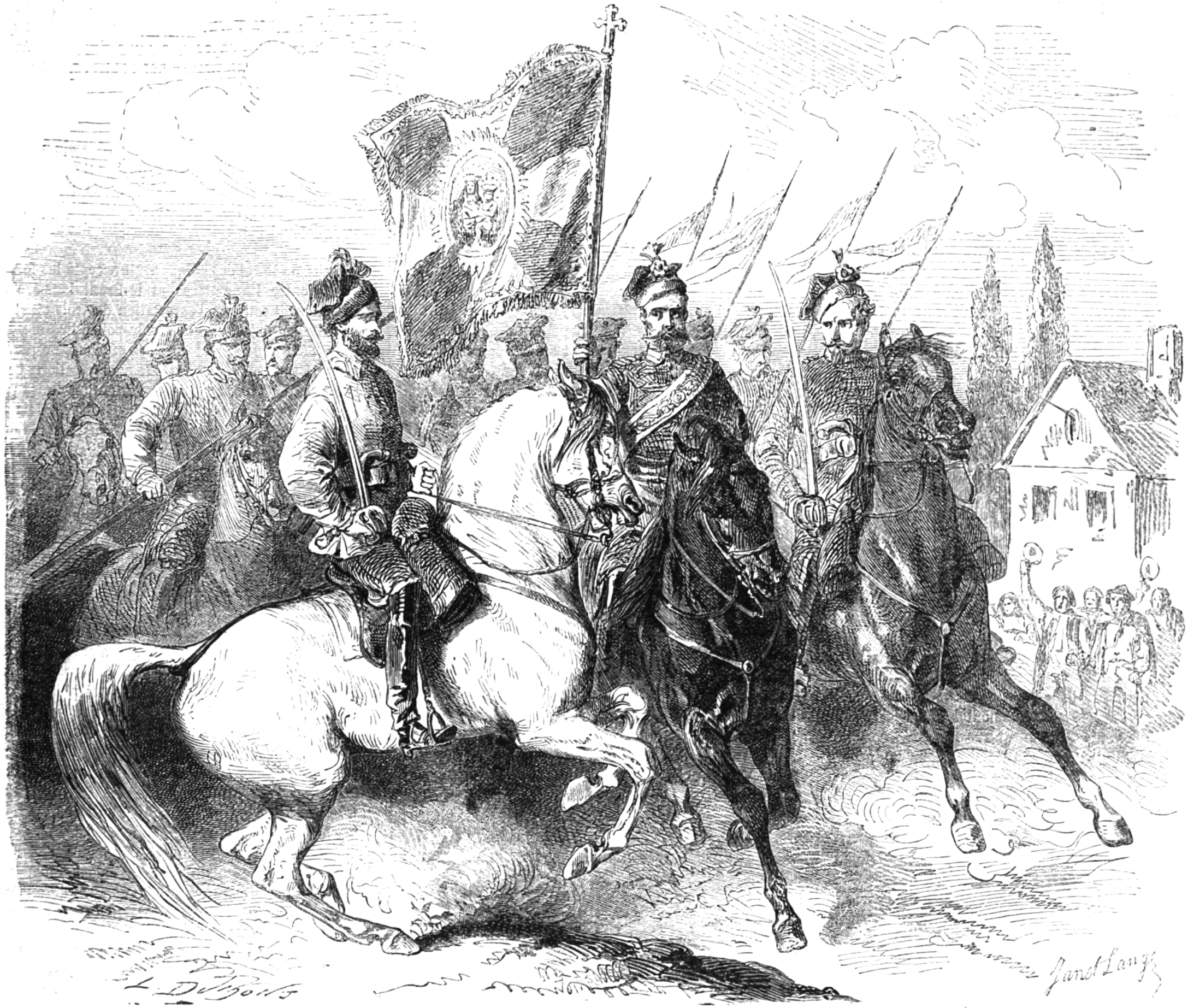
Хорунжий кінноти під час Січневого повстання 1863 року